# NGC 5395

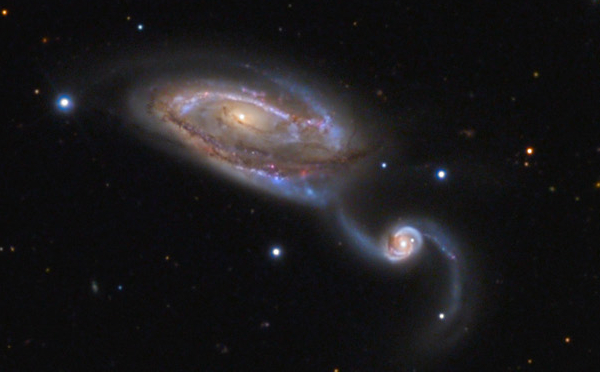
NGC 5395 (phía trên bên trái) và NGC 5394 (phía dưới bên phải)

NGC 5395 là tên của một thiên hà xoắn ốc có sự tương tác thiên hà nằm trong chòm sao Lạp Khuyển. Khoảng cách của nó với trái đất là khoảng xấp xỉ 160 triệu năm ánh sáng, nhưng hiện tại nó đang di chuyển xa dần khỏi chúng ta với vận tốc 3511 km/s. Ngày 16 tháng 5 năm 1787, nhà thiên văn học người Anh gốc Đức William Herschel đã phát hiện ra nó. NGC 5395 và NGC 5394 được gộp lại với tên là Arp 94 trong bản đồ các thiên hà dị thường trong thể loại "Các thiên hà xoắn ốc với các thiên hà đồng hành có độ sáng bề mặt cao".
NGC 5395 là một thiên hà xoắn ốc lớn hơn thiên hà xoắn ốc có thanh chắn NGC 5394, và cả hai đang tương tác với nhau. Từ điểm nhìn của chúng ta, thiên hà này dường như là đối mặt với trái đất với đường kính 140000 năm ánh sáng. NGC 5395 có một vùng trung tâm sáng nhưng nó lại bóp méo do sự tương tác với NGC 5394. Nó có hai cấu trúc đai và các làn bụi của nó có thể được nhìn thấy xuyên suốt cả thiên hà.
Đĩa thiên hà của nó có hình oval, đường kính xấp xỉ 90000 năm ánh sáng. Hầu hết các chất khí đều tập trung ở vùng trung tâm của thiên hà, tuy nhiên 2 trong số ba nhánh xoắn ốc cho thấy không có dấu hiệu nào đang diễn ra sự hình thành sao.
Nó có một siêu tân tinh loại Ic tên là SN 2000cr. Nó được phát hiện vào tháng 6 25.90 và 25.94 (UTC) ở độ sáng 17,0 nằm ở hướng đông bắc của nhân thiên hà.ref name=Anne's-Astronomy/>

## Dữ liệu hiện tại
Theo như quan sát, đây là thiên hà nằm trong chòm sao Lạp Khuyển và dưới đây là một số dữ liệu khác:
Xích kinh 13h 58m 37s
Độ nghiêng +37° 25′ 28″
Giá trị dịch chuyển đỏ 0.011711
Cấp sao biểu kiến 12.48
Vận tốc xuyên tâm 3511 ± 10 km/s
Loại thiên hà G